# Bartolomeo Letterini
Bartolomeo Letterini (ou Litterini) (Venise, 1669-1748) est un peintre italien de la période baroque. Il est né à Venise et instruit par son père, Agostino Letterini. Il était un imitateur de Titien. Une grande toile de sa main se trouve à San Stae à Venise.

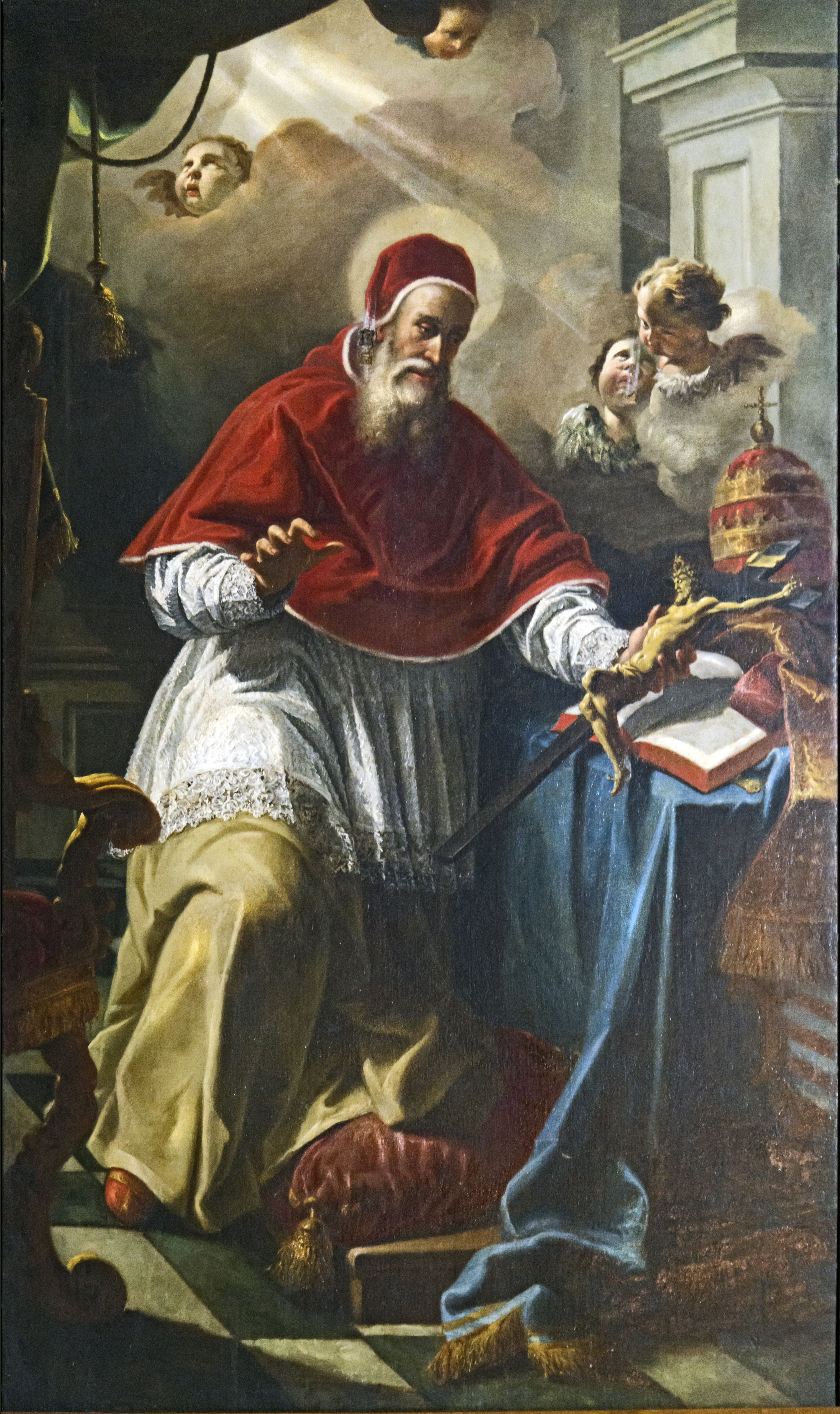
Le Pape Pie V Basilique San Zanipolo
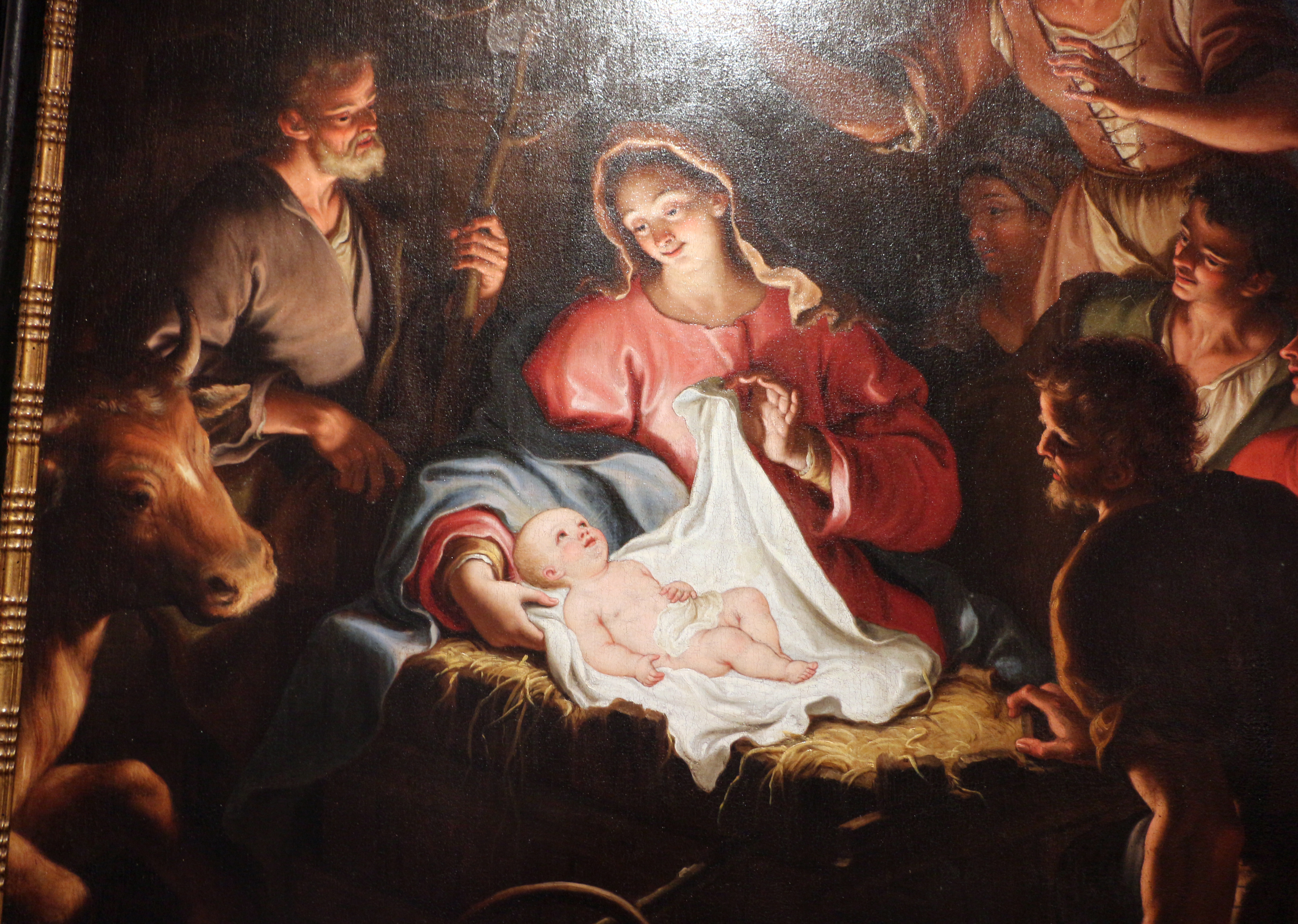
Adoration des Bergers , 1697-1700- Museo san Nicolò-Zanica